# Marek Wietecki
Marek Wietecki (ur. 2 czerwca 1983 r.) – polski niepełnosprawny lekkoatleta specjalizujący się w konkurencjach rzutowych, brązowy medalista mistrzostw świata, mistrz Europy. Występuje w klasyfikacji F12.

## Życiorys
W 2014 roku zdobył na mistrzostwach Europy w Swansea srebrny medal w rzucie dyskiem (F12), uzyskując w pierwszym rzucie 45,69 m. Dalej rzucił tylko Hiszpan Kim López González. Poza tym w rzucie oszczepem (F12) zdobył brązowy medal, poprawiając swój rekord życiowy. Następnego roku zdobył brązowy medal podczas mistrzostw świata w Dosze w rzucie dyskiem (F12), uzyskując odległość 44,76 m.
Na mistrzostwach Europy w Grosseto w 2016 roku powtórzył sukces i ponownie zdobył srebro w rzucie dyskiem (F12). Dwa lata później w Berlinie został mistrzem Europy w tej konkurencji. Wcześniej zdobył srebrny medal w rzucie oszczepem (F13).

## Wyniki
| Rok  | Zawody             | Miejscowość | Konkurencja          | Wynik | Pozycja     |
| ---- | ------------------ | ----------- | -------------------- | ----- | ----------- |
| 2014 | Mistrzostwa Europy | Swansea     | Pchnięcie kulą (F12) | 10,24 | 13. miejsce |
| 2014 | Mistrzostwa Europy | Swansea     | Rzut dyskiem (F12)   | 45,69 | 2. miejsce  |
| 2014 | Mistrzostwa Europy | Swansea     | Rzut oszczepem (F12) | 51,39 | 3. miejsce  |
| 2015 | Mistrzostwa świata | Doha        | Rzut dyskiem (F12)   | 44,76 | 3. miejsce  |
| 2015 | Mistrzostwa świata | Doha        | Rzut oszczepem (F13) | 51,67 | 8. miejsce  |
| 2016 | Mistrzostwa Europy | Grosseto    | Rzut dyskiem (F12)   | 43,83 | 2. miejsce  |
| 2016 | Mistrzostwa Europy | Grosseto    | Rzut oszczepem (F13) | 51,30 | 4. miejsce  |
| 2017 | Mistrzostwa świata | Londyn      | Rzut dyskiem (F12)   | 42,56 | 4. miejsce  |
| 2017 | Mistrzostwa świata | Londyn      | Rzut oszczepem (F13) | 52,80 | 5. miejsce  |
| 2018 | Mistrzostwa Europy | Berlin      | Pchnięcie kulą (F12) | 11,57 | 6. miejsce  |
| 2018 | Mistrzostwa Europy | Berlin      | Rzut dyskiem (F12)   | 45,42 | 1. miejsce  |
| 2018 | Mistrzostwa Europy | Berlin      | Rzut oszczepem (F13) | 59,71 | 2. miejsce  |
| 2019 | Mistrzostwa świata | Dubaj       | Pchnięcie kulą (F12) | 12,68 | 7. miejsce  |
| 2019 | Mistrzostwa świata | Dubaj       | Rzut oszczepem (F13) | 55,83 | 5. miejsce  |